# ヘルムート・ライマン
ヘルムート・ライマン（ドイツ語: Hellmuth Reymann、1892年11月24日 - 1988年12月8日）は、ドイツの陸軍軍人。ドイツ国防軍陸軍中将。ベルリンの戦いにおける防衛戦を戦った指揮官の一人である。

## 1945年まで
1892年11月24日、ノイシュタット・イン・オーバーシュレージエン（現ポーランド領）に生まれる。第一次世界大戦に従軍し、二級鉄十字章、一級鉄十字章を受章。
第二次世界大戦開戦後は、第205歩兵連隊長（大佐当時）を務めていた時にドイツ十字金章を授与された。
1942年10月1日から1943年10月1日まで中将であったライマンは、ロシア北方で北方軍集団所属の第212歩兵師団の師団長を務めていた。1943年11月1日から1944年4月1日の間、北方軍集団配下の第18軍所属第27軍団の第13空軍野戦師団(13.Luftwaffe-Feld-Division)の師団長へ異動した。師団には第25空軍歩兵連隊、第26空軍歩兵連隊、第13空軍砲兵連隊が所属していた。第13空軍野戦師団はレニングラードからの撤退戦で大きな損害を被り、オストロフまで退却した。この時、騎士十字章を授与された。
1944年4月1日から1944年11月18日の間、東部戦線で第11歩兵師団の師団長を務めた。10月、師団はクールラント・ポケットで知られているラトビアのクールラントで包囲されていたが、この間に柏葉付騎士十字章を授与されている。後に、ライマンはゲルハルト・ファイヤアーベント中将と交代、ドイツへ帰国した。

## 1945年、ベルリン
1945年3月6日、ライマンは陸軍人事局長ヴィルヘルム・ブルクドルフからの電話を受け、ドレスデンの防衛を命令されたがライマンは嘲笑した。再び、ブルクドルフから連絡が来ると、ライマンはドイツ総統アドルフ・ヒトラーがライマンをベルリン防衛軍司令官に任命するよう命令を下したと伝えられた。本来、マックス・ペムゼル中将が任命される予定であったが、悪天候で飛行機が到着しなかったため任命されず、後にベンゼルは任命されなかったことを神に感謝したという。
ライマンはブルーノ・リッター・フォン・ハウエンシルトと交代して切迫したベルリン防衛を担当することとなった。
ベルリンに到着したライマンは、前任のハウエンシルトが何も行っていなかったこと、また、ヒトラーとヨーゼフ・ゲッベルスが敗北主義者の即時処刑命令を出していることを知った。子供や老人など市民の避難計画も無く、包囲された際に必要となる食料も用意されていなかった。この多くの問題を抱えた状況で、ライマンは仕事に取り掛からねばならなかった。ライマンはベルリンにつながる橋の破壊に反対したが、それは、橋を破壊することによってソビエト赤軍の進撃を多少遅らせることよりも、そのことによってベルリンの都市基盤を破壊してしまうことを危惧したからであった。橋の破壊はベルリンに食糧不足をもたらし、ヨーロッパ有数の大都市という地位を失わせる結果となるというのが、彼の意見であった。しかし、ライマンに与えられた兵力は少なく、4月23日の時点で約9万人に過ぎなかった。しかも、その多くは経験不足で訓練も不十分な部隊であった。
このような状況であるため、ライマンは婦女子の避難をヒトラーに要望したが、ヒトラーは幼児に当たる年齢の人間はベルリンにはもはやいないと答え、食糧についてはゲッベルスがミルク缶は大量にあり、乳牛をベルリン都市部に移送することができると答えライマンをあきれさせた。ライマンは乳牛を養うための食糧をどこからどう手配するのか？とゲッベルスに確認すると、ゲッベルスは沈黙した。
4月15日、ライマンは、ヒトラーが命令した焦土作戦に内密で反対行動をとっていたアルベルト・シュペーアとヴァイクセル軍集団司令官ゴットハルト・ハインリツィらと会見した。ライマンはシュペーアに同調することは拒否したが、ベルリンが破壊される前にハインリツィと会うことは約束した。ハインリツィも焦土作戦に反対であった。

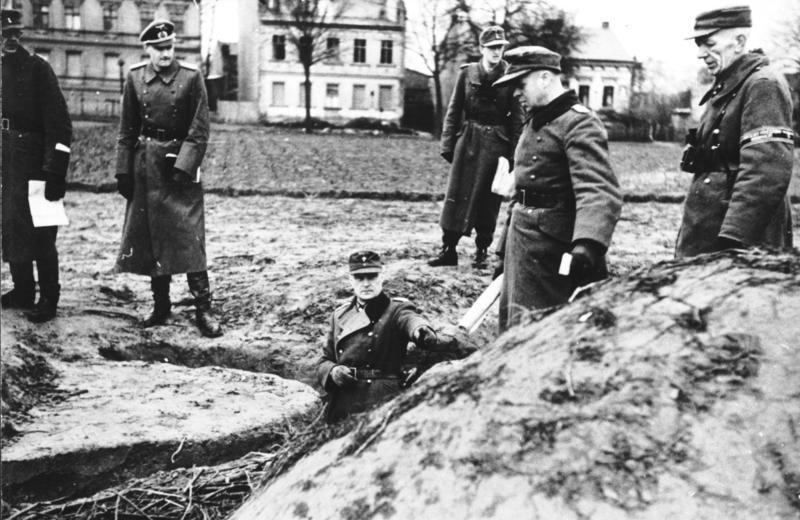
塹壕内で確認作業を行なうライマン中将。

4月21日までに「武装できる男性はベルリンにとどまるべし」という命令が出され、ゲッベルスの指揮下に国民突撃兵が編成された。ベルリン防衛軍司令官として、ライマンだけがその命令を免除することができた。ナチス幹部の一部は、ベルリン脱出の許可を求めてライマンの元を訪れたが、ライマンは彼らを「空理空論の戦士」と評して、2,000通以上の許可証に署名した。ライマンの参謀長ハンス・レフィオスは「ネズミは沈み行く舟から逃げていく」と述べた。
この頃、ライマンが総統地下壕内のゲッベルスの部屋の隣に司令部を置くことを拒否したため、ゲッベルスはライマンに反感を持つようになっていた。そして、ゲッベルスは同じく彼に反感を持っていたブルクドルフと共に、ライマンは防衛司令官として不適格であるとヒトラーに吹き込んでいた。
4月22日、ライマンは「敗北主義者」としてベルリン防衛軍司令官を解任され、後任にはエルンスト・ケーター少将が任命された。エルンスト・ケーターはヒトラー暗殺未遂事件以降に任命された政治将校であった。しかしケーターがその任務を受けなかったため、同日あらためて、エーリッヒ・ベーレンフェンガー少将がヒトラー代理としてベルリン防衛軍の指揮を執ることになった。このことは、ベルリンにソビエト赤軍が侵入し始めたとき、ベルリンの防衛を管理していたのはヒトラーであったということを示している。しかし、4月23日、ヒトラーはまた考えを改め、ヘルムート・ヴァイトリングがベルリン防衛を担うこととなる。
ヴァイトリングはベルリン降伏まで戦い、ベルリン防衛軍最後の司令官となった。

## シュプレー軍集団
ベルリン防衛軍司令官を解任されたライマンはポツダムの弱小師団の司令官へ左遷となった。師団は「シュプレー軍集団」という戦力に見合わない名称を付けられていた。ライマン率いるシュプレー軍集団は「ベルリン最後の希望」第12軍（司令官ヴァルター・ヴェンク）のベルリン救援作戦において、ベルリン手前のポツダムまで第12軍が進撃した時、潜在的な役割を果たした。シュプレー軍集団の約20,000の将兵は第12軍が作ったベルリン包囲網の隙間を使って脱出することができた。

## 叙勲
- 鉄十字1914年章 
  - 二級鉄十字章1914年章－1914年9月16日
  - 一級鉄十字章1914年章－1915年3月4日
- 鉄十字1939年章 
  - 二級鉄十字章1939年章－1939年11月28日
  - 一級鉄十字章1939年章－1940年6月18日
- ドイツ十字金章－1941年11月22日
- 柏葉付騎士十字章
  - 騎士十字章－1944年4月5日
  - 柏葉付騎士十字章－1944年11月28日